# Dlhoňa
Dlhoňa es un municipio del distrito de Svidník en la región de Prešov, Eslovaquia, con una población estimada a final del año 2024 de 92 habitantes.
Se encuentra ubicado en el centro-norte de la región, cerca del río Ondava (cuenca hidrográfica del río Tisza) y de la frontera con  Polonia.

## Demografía
| Año        | 1994 | 2004    | 2014    | 2024     |
| ---------- | ---- | ------- | ------- | -------- |
| Población  | 68   | 69      | 75      | 92       |
| Diferencia |      | +1,47 % | +8,69 % | +22,66 % |

| Año        | 2023 | 2024    |
| ---------- | ---- | ------- |
| Población  | 89   | 92      |
| Diferencia |      | +3,37 % |